# Ассамблея Гуаймаро
Ассамблея Гуаймаро — учредительное собрание, собравшееся 10 апреля 1869 года в городе Гуаймаро провинции Камагуэй, Испанская Куба. Ассамблея стала первым парламентом в истории Кубы (которая в то время была испанской колонией) и разработало первую кубинскую конституцию, которая была утверждена в тот же день, 10 апреля. После заседания Ассамблеи кубинская República en Armas была признана несколькими правительствами, а сам факт созыва Ассамблеи стал поворотным моментом в истории кубинского революционного движения.
Главой Ассамблеи был Карлос Мануэль де Сеспедес, глава временного правительства Востока Кубы. Созыв Ассамблеи привёл к началу Десятилетней войны за независимость Кубы. Принятая конституция действовала с момента её утверждения до 15 марта 1878 года.